# Oppo A12
Oppo A12 là một Điện thoại thông minh từ Việt Nam công ty Oppo. Oppo A12e - 3 tháng 4 năm 2020, Oppo A12 - 20 tháng 4 năm 2020 vá Oppo A12s - 14 tháng 7 năm 2020.

## Liên kết
Trang web chính thức Lưu trữ ngày 25 tháng 1 năm 2021 tại Wayback Machine